# 古屋安治
古屋 安治（ふるや やすじ、1905年（明治38年） - 没年不明）は、日本の作家。
代表作は1958年（昭和33年）に梅谷文庫から発行された『高い石段』。

## 生涯
佐世保市に生まれる。長年警察畑で活躍し、時津・長崎などの警察署長・警察学校長・経済防犯課長・企画課長・総務部長などを歴任した。その時の体験を基に書かれたのが『高い石段』である。